# 砂町
砂町（すなまち）は、東京府南葛飾郡に存在した町であり、東京都江東区東部に存在した旧地名。現在の北砂、南砂、新砂、東砂にあたる。

## 歴史

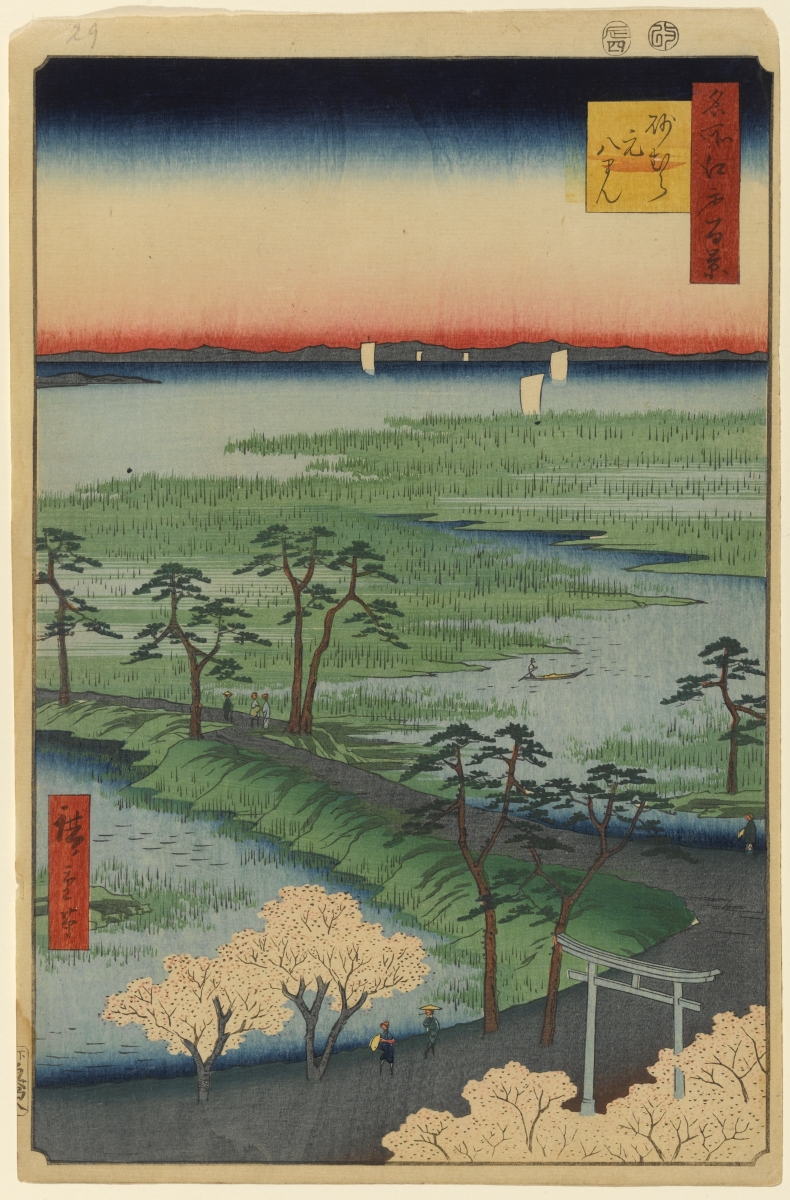
歌川広重

### 沿革
- 1889年（明治22年）5月1日 - 町村制の施行に伴い、亀高村、又兵衛新田、荻新田、太郎兵衛新田、中田新田、大塚新田、治兵衛新田、砂村新田、八郎右衛門新田の全域と、以下の5村の各一部が合併して南葛飾郡砂村が発足（カッコ内は残部の編入先）。
  - 久左衛門新田（東京市深川区）
  - 八右衛門新田（東京市深川区、東京市本所区）
  - 永代新田（東京市深川区）
  - 平井新田（東京市深川区）
  - 南本所出村飛地（東京市本所区、亀戸村、大島村） - 字石原
- 1897年（明治30年）、1906年（明治39年） - 埋立地を編入。
- 1921年（大正10年）7月1日 - 砂村が町制施行して砂町となる。
  - 大字名を改称（大字砂村新田を大字本砂町に、大字八郎右衛門新田を大字四十町に、その他の大字から「新田」を取る。）
- 1932年（昭和7年）10月1日 - 南葛飾郡全域が東京市に編入。砂町の区域は城東区となる。
- 1947年（昭和22年）3月15日 - 城東区が深川区と合併して江東区を新設。

### 名前の由来
江戸時代、砂村新左衛門一族が宝六島を開拓した時に開拓者の名前を取り「砂村」となった。その後、町制が施行された際に「砂町」となった。

### 東京市に編入された後の砂町
砂町は、東京市に編入される際に従来の大字を全廃して、「北砂町」と「南砂町」に再編された。その後、住宅地、工業地帯としての性格が強くなっていたが、東京（大手町駅）直結の帝都高速度交通営団（当時）の「南砂町駅」の登場で一気に住宅地としての開発がはじまった。現在は南砂町駅のある「南砂」を中心に栄えていて、駅周辺では再開発などにより目覚しい発展を遂げている。なお、現在行政区分上では、南砂の大部分と新砂、東砂の一部は「南砂地区」となっており、北砂、東砂の「砂町地区」とは出張所の管轄が違っている。また、南砂は都市核（区が主要と位置付ける地区）に指定されており、北砂には砂町銀座地域核（地域の核）がある。
| 大字名                    | 小字名       | 東京市編入後の町名 | 住居表示後の新町名                 | 備考                     |
| ------------------------- | ------------ | ------------------ | ---------------------------------- | ------------------------ |
| 八右衛門（新田）          | 中           | 北砂町一丁目       | 北砂一丁目                         |                          |
| 八右衛門（新田）          | 下           | 北砂町一丁目       | 北砂一丁目                         |                          |
| 八右衛門（新田）          | 六把島       | 北砂町一丁目       | 北砂一丁目                         |                          |
| 八右衛門（新田）          | 石丸         | 北砂町一丁目       | 北砂一丁目                         |                          |
| 八右衛門（新田）          | 石原         | 北砂町一丁目       | 北砂一丁目                         | もと南本所出村           |
| 久左衛門（新田）          | 小名木川付   | 北砂町二丁目       | 北砂二丁目・三丁目                 |                          |
| 久左衛門（新田）          | 境川付       | 北砂町二丁目       | 北砂二丁目・四丁目                 |                          |
| 治兵衛（新田）            | 小名木川付西 | 北砂町三丁目       | 北砂三丁目                         |                          |
| 治兵衛（新田）            | 小名木川付中 | 北砂町三丁目       | 北砂三丁目                         |                          |
| 治兵衛（新田）            | 小名木川付東 | 北砂町三丁目       | 北砂三丁目・五丁目                 |                          |
| 亀高                      | 裏東         | 北砂町四丁目       | 北砂七丁目                         |                          |
| 亀高                      | 裏中         | 北砂町四丁目       | 北砂四丁目                         |                          |
| 亀高                      | 裏西         | 北砂町四丁目       | 北砂四丁目                         |                          |
| 亀高                      | 表上         | 北砂町五丁目       | 北砂五丁目                         |                          |
| 亀高                      | 表中         | 北砂町五丁目       | 北砂六丁目                         |                          |
| 亀高                      | 表下         | 北砂町十丁目       | 東砂二丁目                         |                          |
| 荻（新田）                | 妙法         | 北砂町六丁目       | 東砂一丁目・二丁目                 |                          |
| 荻（新田）                | 石井         | 北砂町六丁目       | 北砂六丁目                         |                          |
| 又兵衛（新田）            | 石井         | 北砂町六丁目       | 東砂一丁目                         |                          |
| 又兵衛（新田）            | 又兵衛       | 北砂町十丁目       | 東砂二丁目                         |                          |
| 大塚（新田）              | 大塚         | 北砂町七丁目       | 北砂七丁目・東砂四丁目             |                          |
| 中田（新田）              | 中田         | 北砂町八丁目       | 東砂四・五丁目                     |                          |
| 太郎兵衛（新田）          | 太郎兵衛     | 北砂町九丁目       | 東砂一丁目・三丁目・四丁目         |                          |
| 永代（新田）              | 新左衛門     | 南砂町一丁目       | 南砂一丁目                         |                          |
| 本砂町（←砂村新田）       | 宝六島       | 南砂町一丁目       | 南砂一丁目                         |                          |
| 本砂町（←砂村新田）       | 弾正         | 南砂町一丁目       | 南砂一丁目・二丁目                 |                          |
| 本砂町（←砂村新田）       | 西横川       | 南砂町一丁目       | 南砂一丁目・二丁目                 |                          |
| 本砂町（←砂村新田）       | 松浦         | 南砂町二丁目       | 南砂一丁目・二丁目・四丁目・五丁目 | 大部分は現在の南砂五丁目 |
| 本砂町（←砂村新田）       | 元締         | 南砂町三丁目       | 南砂二丁目                         |                          |
| 本砂町（←砂村新田）       | 小田原       | 南砂町三丁目       | 南砂二丁目・三丁目                 |                          |
| 平井（新田）              | 中開         | 南砂町四丁目       | 南砂二丁目・新砂一丁目             |                          |
| 平井（新田）              | 南元締       | 南砂町四丁目       | 南砂二丁目・新砂一丁目             |                          |
| 本砂町（←砂村新田）       | 立野         | 南砂町五丁目       | 南砂三丁目                         |                          |
| 本砂町（←砂村新田）       | 八幡         | 南砂町五丁目       | 南砂三丁目                         |                          |
| 本砂町（←砂村新田）       | 五十軒       | 南砂町六丁目       | 南砂四丁目                         |                          |
| 本砂町（←砂村新田）       | 金森         | 南砂町六丁目       | 南砂五丁目                         |                          |
| 四十町（←八郎右衛門新田） | 東           | 南砂町七丁目       | 東砂六丁目・八丁目                 |                          |
| 四十町（←八郎右衛門新田） | 西           | 南砂町七丁目       | 東砂七丁目                         |                          |
| 本砂町（←砂村新田）       | 六十間       | 南砂町八丁目       | 東砂八丁目                         |                          |
| 本砂町（←砂村新田）       | 大野         | 南砂町八丁目       | 東砂八丁目                         |                          |
| 本砂町（←砂村新田）       | 海面         | 南砂町九丁目       | 新砂三丁目                         |                          |

## 現在の砂町
現在の砂町は北砂、南砂、新砂、東砂に分かれている。

### 北砂
商店街で有名な砂町銀座商店街があり、小名木川貨物駅跡地で再開発が行われArio北砂になった。
低層住宅街であったが、近年は中高層マンションも建ち始め、古い一軒家を取り壊し、新しい一軒家が増えている。砂町というと、この地域を連想しやすい。
人口約35,000。

### 南砂
江東区東部の中心地（亀戸を北部、東陽を中央とみる）。東京地下鉄東西線の南砂町駅、トピレックプラザ（ジャスコ、ラウンドワンなどの複合大型商業施設）などがある。近年は、利便性と都心へのフットワークの良さなどにより大規模高層マンションも多数建設されてきたが、小学校問題などにより事実上マンション建設は規制されている。仙台堀川公園など緑も多い。人口約40,000。

### 新砂
南砂町駅前再開発などで市街地化されてきた地域。北部（この場合の東部、西部）が市街地で西部は明治（旧・明治乳業）本社や高層ビルのあるビジネス街。南部は工業地帯。そして、南砂町駅付近の東部は大規模高層マンションや医療施設高齢者医療センターを有する再開発地域となっており、平成20年には三菱地所の大規模複合商業施設南砂町ショッピングセンターSUNAMOがオープンした。この商業施設により南砂地区は同じ駅圏に2つの大規模商業複合施設がオープンすることになり、注目のエリアとなっている。人口約5,000。

### 東砂
荒川に面した街。川沿いは釣り船の店などがある。西部のトピレックプラザに隣接する地域は南砂の雰囲気と同じ感じである。南砂町駅前再開発により、大規模マンションの建設が相次いだ地域の一つ。ヨークマートがある。人口約35,000。

## 産業
江戸時代の砂村は一大農業生産地帯であり、多くの篤農家によって野菜の品種改良が盛んに行われ、砂村の名を冠した野菜の品種が作出された。主なものとして下記の品種がある。
- 砂村早生茄子

江戸時代、三河国の折戸茄子という茄子を導入し、改良したといわれる。早生品種で成長が早く、豊産性であったことから江戸時代には広く栽培されたというが、砂村早生を改良した蔓細千成や蔓細千成を更に改良した真黒なすが登場すると次第に生産は減少し、やがて絶滅した。
- 砂村胡瓜

江戸時代、関西地方の胡瓜品種を導入して改良したと品種だといわれるが、改良種におされ絶滅した。
- 砂村一本葱

関西地方の葉葱を改良したと伝えられる葱であり、現在の一本葱の多くは砂村葱の改良種であるといわれる。赤柄、黒柄など多くの品種が作出され、現在でも一部品種が残存している。